# Stanisław Bolkowski
Stanisław Bolkowski (ur. 12 grudnia 1930 w Równem, zm. 14 lipca 2023 w Piszu) – naukowiec, profesor, inżynier, elektryk, nauczyciel akademicki, zastępca przewodniczącego Komitetu Elektrotechniki Polskiej Akademii Nauk, były prezes Stowarzyszenia Elektryków Polskich (1998-2006), autor podręczników akademickich i dla techników z dziedziny elektrotechniki.

## Życiorys
Był synem Antoniego i Bronisławy. W roku 1940 wraz z matką został wygnany (ekspatriacja) w głąb ZSRR, na Syberię przez NKWD ZSRR, skąd po powrocie w 1946 roku zamieszkał wraz z rodziną w Łodzi. W tym mieście skończył gimnazjum, liceum, a w 1950 rozpoczął studia na Wydziale Elektrycznym Politechniki Warszawskiej, które ukończył w 1956 z dyplomem magistra inżyniera ze specjalnością sieci elektroenergetyczne. Jeszcze jako student, w 1952 podjął pracę jako asystent na tej uczelni, a w 1965 uzyskał tu stopień naukowy doktora. W 1971 otrzymał stanowisko docenta, w 1983 tytuł naukowy profesora, a w 1992 powołany został na stanowisko profesora zwyczajnego.
Związany z Politechniką Warszawską i od 2002 z Politechniką Białostocką, m.in. były prorektor Politechniki Warszawskiej (ds. dydaktyki w latach 1996-1999, ds. nauki w latach 1999-2002) i dziekan Wydziału Elektrycznego PW (1987–1993). W 2009 otrzymał tytuł doktora h.c. Politechniki Śląskiej.
Specjalista z zakresu elektrotechniki, nauczyciel kilku pokoleń inżynierów elektryków. Jest jednym z współautorów Poradnika Inżyniera Elektryka.
Zasługi dla Stowarzyszenia Elektryków Polskich zostały nagrodzone Złotymi Odznakami Honorowymi SEP i NOT, Medalem im. M. Pożaryskiego, Medalem im. A. Hoffmanna, Medalem im. M. Doliwo-Dobrowolskiego, Medalem im. J. Węglarza, Statuetką Wyróżniającego się nauczyciela, opiekuna i sojusznika młodzieży oraz w 2002 roku najwyższą w Stowarzyszeniu godnością Członka honorowego SEP.
Za działalność naukowo-dydaktyczną profesor Stanisław Bolkowski odznaczony został: Krzyżem Kawalerskim i Oficerskim Orderu Odrodzenia Polski, Złotym Krzyżem Zasługi, Medalem Komisji Edukacji Narodowej, Złotą Odznaką Zasłużonego dla Politechniki Warszawskiej, złotą odznaką „Zasłużony dla Energetyki” oraz odznaką honorową „Zasłużony dla Łączności”.